# Xã Pinconning, Michigan
Xã Pinconning (tiếng Anh: Pinconning Township) là một xã thuộc quận Bay, tiểu bang Michigan, Hoa Kỳ. Năm 2010, dân số của xã này là 2.431 người.